# Annalise Basso
Annalise Nicole Basso (Saint Louis (Missouri) 2 december 1998) is een Amerikaanse actrice en model. Ze is bekend van de rol LJ Folger in de televisieserie Snowpiercer.
Basso is het jongste kind van Marcia en Louis Joseph Basso en heeft een oudere broer en zus, Alexandria en Gabriel Basso die ook acteurs zijn. De meeste van haar eerste rollen waren in televisie-commercials of kleine gastoptredens in televisieseries. Haar eerste rol die de aandacht trok, was haar rol als Eden Hamby in de televisieserie True Blood.

## Filmografie

### Film
Exclusief korte films.
| Jaar | Titel                   | Rol                   | Opmerkingen               |
| ---- | ----------------------- | --------------------- | ------------------------- |
| 2007 | Ghost Image             | Susan Zellan          |                           |
| 2008 | Bedtime Stories         | Tricia Sparks         |                           |
| 2009 | Dark House              | Roodharig meisje      |                           |
| 2009 | Alabama Moon            | Cousin Alice          |                           |
| 2013 | Standing Up             | Shadow "Grace" Golden | aka Goat Island           |
| 2013 | Oculus                  | jonge Kaylie Russell  |                           |
| 2016 | Captain Fantastic       | Vespyr Cash           |                           |
| 2016 | Ouija: Origin of Evil   | Paulina "Lina" Zander | aka Ouija 2               |
| 2018 | Nostalgia               | Tallie Beam           |                           |
| 2018 | Slender Man             | Katie Jensen          |                           |
| 2018 | Ladyworld               | Piper                 |                           |
| 2020 | The Bloodhound          | Vivian                |                           |
| 2023 | A Creature Was Stirring | Charm                 |                           |
| 2023 | Camp                    | Angela                |                           |
| 2024 | The Life of Chuck       | Janice Halliday       |                           |
| 2025 | Blind River             | Claire Lewis-Moyer    | aka Vanished Out of Sight |

### Televisie
| Jaar       | Titel                            | Rol                             | Opmerkingen                            |
| ---------- | -------------------------------- | ------------------------------- | -------------------------------------- |
| 2008       | Desperate Housewives             | Denise                          | Aflevering "Me and My Town"            |
| 2009       | Love Takes Wing                  | Lillian                         | Televisiefilm                          |
| 2009       | Lie to Me                        | Maggie Ambrose                  | Aflevering "Better Half"               |
| 2009       | True Blood                       | Eden Hamby                      | Aflevering "Keep This Party Going"     |
| 2009       | Three Rivers                     | Mary                            | Aflevering "The Luckiest Man"          |
| 2010       | Childrens Hospital               | Morgan                          | Aflevering "I See Her Face Everywhere" |
| 2011       | Bones                            | Amber Tremblay                  | Aflevering "The Change in the Game"    |
| 2011       | Parks and Recreation             | Abigail                         | Aflevering "Pawnee Rangers"            |
| 2012       | New Girl                         | Sarah Shiller                   | Aflevering "Kids"                      |
| 2012       | Nikita                           | Liza Abbott                     | Aflevering "Innocence"                 |
| 2014-2015  | The Red Road                     | Kate Jensen                     | 8 afleveringen                         |
| 2015       | Constantine                      | Vesta Whitney                   | Aflevering "Waiting for the Man"       |
| 2016       | Cold                             | Isla Wallis                     | 10 afleveringen                        |
| 2018       | Philip K. Dick's Electric Dreams | Foster Lee                      | Aflevering "Safe & Sound"              |
| 2019       | V.C. Andrews' Heaven             | Heaven Leigh Van Voreen Casteel | 3 afleveringen                         |
| 2020-heden | Snowpiercer                      | LJ Folger                       | 13 afleveringen                        |

## Prijzen en nominaties
| Jaar | Prijs                     | Categorie                                       | Werk              | Uitslag     |
| ---- | ------------------------- | ----------------------------------------------- | ----------------- | ----------- |
| 2014 | Young Artist Award        | Beste jonge actrice in een speelfilm            | Standing Up       | Genomineerd |
| 2017 | Young Artist Award        | Beste jonge vrouwelijke bijrol in een speelfilm | Captain Fantastic | Genomineerd |
| 2017 | Screen Actors Guild Award | Uitstekende prestatie door een cast in een film | Captain Fantastic | Genomineerd |